# PD-2
UkrSpecSystems PD-2 ukrajinska je višenamjenska bespilotna letjelica (UAV). Projektirana je za zračno izviđanje i borbeno djelovanje kao nosač bombi s bojnom glavom težine do 3 kg. Zrakoplov može uzlijetati s piste ili biti opremljen uklonjivim modulima za okomito uzlijetanje i slijetanje. 

## Povijest
Iskustvo rusko-ukrajinskog rata ubrzo je ukazalo na potrebu za bespilotnim letjelicama, prvenstveno za izviđanje. Ukrajinski dragovoljci nabavljali su komercijalne dronove, koje su često koristili bez preinaka ili ih prilagođavali ratnim potrebama.
Udruga volontera Narodni projekt ((ukr.) Народний проект, (engl.) People's Project) osnovana je za pomoć ukrajinskoj vojsci u istočnoj Ukrajini. U pokušaju uvoza modernih bespilotnih letjelica, udruga se suočila s nevoljkošću nekih stranih tvrtki da prodaju svoje letjelice, stoga je u suradnji s tvrtkom UkrSpecSystems razvijena bespilotna letjelica PD-1 koja se od 2020. godine proizvodila za potrebe Oružanih snaga Ukrajine. PD dolazi od engleske kratice People's Drone (Narodni dron).
Godine 2020. UkrSpecSystems razvio je dron PD-2, koji je temeljito osuvremenjen u odnosu na PD-1, između ostaloga i povećanjem nosivosti i dometa komunikacije. 
Dana 22. lipnja 2022. bespilotna letjelica PD-1 ili PD-2 navodno je uspješno izvela samoubilački napad na rafineriju nafte u Novošahtinsku u Rostovskoj oblasti, uzrokujući ozbiljnu štetu postrojenju.